# Pehr Anders Palmær
Pehr Anders Palmær, född 29 november 1761, död 24 januari 1832 i Svanshals socken, Östergötlands län, var en svensk präst i Svanshals församling och kontraktsprost i Lysings kontrakt

## Biografi
Pehr Anders Palmær föddes 29 november 1761. Han var son till kyrkoherden Samuel Andreæ Palmærus i Frinnaryds socken. Palmær blev 1782 student vid Lunds universitet, Lund och 1784 student vid Uppsala universitet, Uppsala. Han tog magistern 1787 vid Lunds universitet och prästvigdes samma år. Palmær blev samma år huspredikant hos greve Axel Fersen, samt adjunkt i Frinnaryds församling, Frinnaryds pastorat. Han blev 1794 adjunkt i Flistads församling, Ljungs pastorat och samma år komminister därstädes. År 1803 blev han kyrkoherde i Svanshals församling, Svanshals pastorat och 1806 prost. Palmær blev vice kontraktsprost i Lysings kontrakt och 1815 ordinarie. Palmær avled 24 januari 1832 i Svanshals socken.

### Familj
Palmær gifte sig 1790 med Johanna Rosenqvist. Hon var dotter till överjägmästaren Rosenqvist.